# Jussi Taipale
Jussi Taipale, född 20 oktober 1968, är en finländsk professor i medicinsk systembiologi vid Karolinska Institutet och i biokemi vid Cambridgeuniversitetet. Han har även upprätthållit en professur vid Helsingfors universitet. Han är även ledamot i Nobelförsamlingen vid Karolinska Institutet.

## Biografi
Taipale avlade examen i biologi och doktorerade sedan 1996 vid Helsingfors universitet och fortsatte arbeta som postdoktor i Helsingfors och senare i Philip Beachys forskargrupp vid Johns Hopkins University i Baltimore. Sedan 2003 är han forskargruppschef och forskningen har fokuserat på olika tillväxtfaktorers modifiering av genuttryck, särskilt i cancerceller. Taipale har varnat för bred användning av CRISPR/Cas9 som terapeutisk metod innan säkerhetsläget är fastställt, eftersom metoden befaras kunna medföra ökad risk för cancerutveckling. Han uttryckte dock samtidigt att metoden kommer att bli en framstående behandlingsmetod inom medicinen, så länge dess säkerhet blir klarlagd.
Taipale är medförfattare till över 160 artiklar som har citerats över 28 000 gånger med ett h-index (2021) på 65.
Han är son till Ilkka Taipale och Vappu Taipale, båda psykiatrer och politiskt aktiva i Finland.

## Utmärkelser
- 2010 - Eric K. Fernströms pris för "sina studier om kontroll av celltillväxt."[7]
- 2011 - Göran Gustafssonpriset i molekylär biologi för "sina upptäckter av intracellulära signaleringsmekanismer i utvecklingsbiologiska förlopp och i uppkomsten av cancer."[8]
- 2014 - Utnämnd som en av nio till rådsprofessor av Vetenskapsrådet.[9]